# Quận Dorchester, South Carolina
Quận Dorchester là một quận trong tiểu bang South Carolina. Theo điều tran dân số năm 2000 của Cục điều tra dân số Hoa Kỳ, quận có dân số 96.413. Năm 2005, Cục điều tra dân số Hoa Kỳ ước tính dân số quận này là 112.858 người.  Quận lỵ là St. George.6

## Địa lý
Theo Cục điều tra dân số Hoa Kỳ, quận có tổng diện tích 577 dặm Anh vuông (1.494 km²), trong đó, 575 dặm Anh vuông (1.489 km²) là diện tích đất và 2 dặm Anh vuông (5 km²) trong tổng diện tích (0.34%) là diện tích mặt nước.

### Các quận giáp ranh
- Quận Berkeley, Nam Carolina - Đông
- Quận Charleston, Nam Carolina - Đông nam
- Quận Colleton, Nam Carolina - Tây nam
- Quận Bamberg, Nam Carolina - Tây
- Quận Orangeburg, Nam Carolina - Tây bắc

## Thông tin nhân khẩu
Theo cuộc điều tra dân số2 tiến hành năm 2000, quận này có dân số 96.413 người, 34.709 hộ, và 26.309 gia đình sinh sống trong quận này. Mật độ dân số là 168 người trên mỗi dặm Anh vuông (65/km²). Đã có 37,237 đơn vị nhà ở với một mật độ bình quân là 65 trên mỗi dặm Anh vuông (25/km²).  Cơ cấu chủng tộc của dân cư sinh sống tại quận này gồm 71.05% người da trắng, 25.08% người da đen hoặc người Mỹ gốc Phi, 0.73% người thổ dân châu Mỹ, 1.13% người gốc châu Á, 0.07% người các đảo Thái Bình Dương, 0.59% từ các chủng tộc khác, và 1.36% từ hai hay nhiều chủng tộc.  1.79% dân số là người Hispanic hoặc người Latin thuộc bất cứ chủng tộc nào.
Có 34,709 hộ trong đó có 40.00% có con cái dưới tuổi 18 sống chung với họ, 57.20% là những cặp kết hôn sinh sống với nhau, 14.60% có một chủ hộ là nữ không có chồng sống cùng, và 24.20% là không gia đình. 20.20% trong tất cả các hộ gồm các cá nhân và 6.50% có người sinh sống một mình và có độ tuổi 65 tuổi hay già hơn.  Quy mô trung bình của hộ là 2.72 còn quy mô trung bình của gia đình là 3.13.
Cơ cấu độ tuổi dân cư quận này như sau 28.90% dưới độ tuổi 18, 7.70% từ 18 đến 24, 31.60% từ 25 đến 44, 22.60% từ 45 đến 64, và 9.10% người có độ tuổi 65 tuổi hay già hơn.  Độ tuổi trung bình là 35 tuổi. Cứ mỗi 100 nữ giới thì có 95.80 nam giới. Cứ mỗi 100 nữ giới có độ tuổi 18 và lớn hơn thì, có 91.70 nam giới.
Thu nhập bình quân của một hộ ở quận này là $43.316, và thu nhập bình quân của một gia đình ở quận này là $50.177. Nam giới có thu nhập bình quân $35.423 so với mức thu nhập $24.405 đối với nữ giới. Thu nhập bình quân đầu người của quận là $18.840. Khoảng 7.10% gia đình và 9.70% dân số sống dưới ngưỡng nghèo, bao gồm 11.40% những người có độ tuổi 18 và 13.30% là những người 65 tuổi hoặc già hơn.

## Thành phố và thị trấn
- Harleyville
- Bắc Charleston
- Reevesville
- Ridgeville
- St. George
- Summerville
- Ladson